# Margarita Teresa de Spania
Margarita Theresa de Spania (n. 12 iulie 1651, Madrid, Madrid⁠(d), Spania – d. 12 martie 1673, Viena, Monarhia Habsburgică) a fost Împărăteasă a Sfântului Imperiu Roman, Arhiducesă de Austria, regină a Ungariei și Boemiei. A fost fiica regelui Filip al IV-lea al Spaniei și a celei de-a doua soții, Mariana de Austria. A fost sora mai mare a regelui Carol al II-lea al Spaniei, ultimul monarh habsburg spaniol. Este figura centrală din celebra pânză Las Meninas a pictorului Diego Velázquez.

## Biografie

Las Meninas (1656) de Diego Velázquez, Muzeul Prado, Madrid.

Margarita Theresa a fost copilul favorit al tatălui ei, Filip al IV-lea al Spaniei, care se referea la ea în scrisori private ca "bucuria mea". Din motive politice, Margarita Teresa a fost logodită la o vârstă fragedă cu unchiul matern (care era în același timp și verișor patern), Leopold I, Împărat Roman. Tatăl ei a stipulat că ea ar trebui să își mențină poziția în linia de succesiune la tronul Spaniei și ca drepturile sale de succesiune să treacă și descendenților ei, lucru pe care Leopold I l-a acceptat cu plăcere.
În vara anului 1666, întristată de moartea tatălui ei, infanta în vârstă de 15 ani a părăsit Spania natală și a călătorit în Austria. A fost acompaniată de câțiva însoțitori spanioli și a fost întâmpinată de viitorul ei soț, Leopold. Nunta lor a avut loc la Viena la 12 decembrie 1666. În ciuda diferenței de vârstă de 11 ani între ei, au fost fericiți împreună. Ea îl numea "Unchiul" iar el "Gretl", un alint german pentru Margarita Teresa.
După nașterea a patru copii și a câtorva avorturi, Margarita Theresa a murit la vârsta de 21 de ani. Singurul ei copil care i-a supraviețuit a fost Arhiducesa Maria Antonia deAustriei, viitoare electoare de Bavaria. Margarita Teresa a fost înmormântată în cripta imperială de la Viena.

### Copii
Margarita Teresa și Leopold au avut patru copii:
- Ferdinand Wenzel (1667–1668), Arhiduce de Austria.
- Maria Antonia (1669–1692), Arhiducesă de Austria, care s-a căsătorit cu Maximilian al II-lea Emanuel, Elector de Bavaria și au fost părinții lui Joseph Ferdinand de Bavaria, Prinț de Asturia.
- Johann Leopold (1670), Arhiduce de Austria.
- Maria Anna (1672), Arhiducesă de Austria.

## Arbore genealogic
1. ↑  Margaret Teresa Habsburg, Infanta de España, The Peerage, accesat în 9 octombrie 2017
2. 1 2  Margarita María Teresa de Austria, Diccionario biográfico español, accesat în 9 octombrie 2017
3. 1 2  Margarete Theresia, Find a Grave, accesat în 9 octombrie 2017
4. 1 2  Habsburg, Margaretha Marie Therese von Spanien (BLKÖ)[*] Verificați valoarea |titlelink= (ajutor)
5. ↑  „Margarita Teresa de Spania”, Gemeinsame Normdatei, accesat în 31 decembrie 2014
6. 1 2 3  The Peerage